# 28 Weeks Later
28 Weeks Later (titulada 28 semanas después en España y Exterminio 2 en Hispanoamérica) es una película británica de suspense y terror de 2006, secuela de 28 Days Later (2002). La cinta, estrenada en el Reino Unido y Estados Unidos el 11 de mayo de 2006, fue dirigida por Juan Carlos Fresnadillo y estuvo protagonizada por Imogen Poots, Robert Carlyle, Mackintosh Muggleton, Jeremy Renner, Rose Byrne e Idris Elba. Se desarrolla después de los eventos de la primera película, que muestra los esfuerzos de las fuerzas militares de la OTAN para salvar una zona segura en Londres, la consecuencia de que dos hermanos jóvenes rompen el protocolo para encontrar a su madre infectada y la consiguiente reintroducción del Virus de la Ira en la zona segura.
Al igual que su predecesora, la película recibió críticas positivas de los críticos, y muchos elogiaron las actuaciones, la atmósfera y el guion. Se recaudó 65 millones de dólares con un presupuesto de 15 millones de dólares. También se ha convertido en una gran película de culto con el paso del tiempo.

## Argumento
La película comienza cuando Don (Robert Carlyle) y su esposa Alice (Catherine McCormack), que están escondidos en una cabaña en una zona rural de Inglaterra junto con otros supervivientes, son atacados por una horda de personas infectadas con el "virus de la rabia" de la primera película. Al momento del ataque, Don y Alice corren junto a un niño que antes había llegado para refugiarse, pero Don los deja atrás y corre hasta un río cercano donde se salva gracias a una lancha que estaba cerca.
Poco después, subtítulos muestran el desastre causado por la infección mortal del virus mutante: la cuarentena del Reino Unido, la muerte de los infectados por inanición, y la posterior llegada del ejército de Estados Unidos junto con fuerzas de la OTAN a Londres, para comenzar la repoblación 28 semanas después de los acontecimientos narrados.
La mayor Scarlett Levy (Rose Byrne), médico oficial del Ejército de Estados Unidos, examina a los recién llegados británicos que se encontraban en el exterior al momento de la infección primaria. Se enfada al no ser informada por sus superiores acerca de la llegada de ciudadanos menores de edad a la zona de seguridad militarizada en Londres designada para la repoblación. Los menores en cuestión son la adolescente Tammy (Imogen Poots) y su hermano menor, Andy (Mackintosh Muggleton). Ambos son examinados previo arribo al país, y Scarlett nota que Andy tiene ojos de distintos colores (heterocromía), indagando con él hasta descubrir que los tiene así heredados de parte de su madre (Alice). Los soldados estadounidenses Doyle (Jeremy Renner), que es francotirador delta perteneciente a un equipo de tiradores apostados en azoteas, y Flynn, piloto de helicóptero miembro de los Night Stalkers, son introducidos en la historia bromeando acerca de lo sucedido después de la infección. Andy y Tammy son llevados junto con los otros recién civiles reclutados a la zona de seguridad (Distrito 1) de Londres (ubicada en Isla de los Perros que es el escenario principal de la película) en Canary Wharf. Los chicos se reúnen con su padre, quien resulta ser Don.
En su nuevo hogar en el penthouse de un edificio de la zona de seguridad, Don le miente a sus hijos afirmando que su madre fue asesinada por los infectados rabiosos y que él no pudo hacer nada para salvarla, ya que el problema se le salió de las manos. Andy tiene una pesadilla esa noche y le dice a su hermana que tiene miedo de olvidar cómo era el rostro de su madre. Tammy le promete que conseguirá una foto para que no la olvide. Al día siguiente, Andy y Tammy escapan de la zona de seguridad, sin saber que son detectados por Doyle. Luego de tomar una motocicleta de repartidor, llegan hasta su antigua casa, donde inspeccionando el ático Andy encuentra a su madre en completo estado de shock. Andy y Tammy son devueltos por los militares a la zona de seguridad, y Alice es rescatada también, no sin antes pasar por un riguroso proceso de desinfección de cuerpo completo para sobrevivientes. Scarlett realiza una prueba de sangre a Alice y revela que está infectada con el virus, pero que no presenta los síntomas, siendo una portadora pasiva del mismo. Se llega a la conclusión de que tiene alguna anomalía genética que la hace inmune a padecer los síntomas de la infección, aunque visiblemente se observa que tiene un derrame en el ojo izquierdo. Scarlett mantiene una discusión con el brigadier general Stone (Idris Elba), oficial al mando de las fuerzas de la OTAN, quien opina que, como portadora asintomática, Alice debe ser eliminada, mientras Scarlett intenta vanamente convencerlo de que ella podría ser la clave y un conejillo de indias para fabricar una posible cura contra la infección o un anticuerpo preventivo.
Don se entera de que sus hijos encontraron a Alice, quien se halla en una celda hermética, y posteriormente se dirige al sitio donde ella se encuentra (ya que es el responsable del área de mantenimiento en la zona de seguridad, por lo cual tiene acceso a todas las áreas). Al encontrarse con Alice, le pide disculpas por su decisión errónea que tomó y posteriormente la besa. Sin embargo se infecta de la rabia y se convierte en un infectado, matando horriblemente a Alice en el proceso. Posteriormente escapa de la cámara hermética matando igualmente a los militares que allí se encontraban. El código rojo (alerta máxima militar para brotes del virus) es puesto en acción y todos los civiles que se encontraban en el lugar son llevados a una zona de contención. Scarlett rescata a Tammy y Andy, aunque Andy se separa durante el caos subsiguiente. Posteriormente aparece Don infectado en la zona de contención e intenta atacar a Andy, que escapa mientras Don infecta a muchos civiles generando un gran pánico. A continuación, civiles infectados y otros sanos salen de la zona de contención, mientras los militares reciben la orden de disparar a todos los blancos infectados posibles. Cuando el caos se desata, haciendo difícil discernir entre infectados y sanos, Stone ordena a los francotiradores de azotea que cambien la selección de blancos y que maten a todos los que se encuentran debajo de ellos.
Andy escapa de la multitud a un área segura donde no habían infectados, en donde encuentra a Tammy y Scarlett. Doyle, incapaz de disparar contra los posibles no infectados inocentes, se dirige a este sitio, donde se encuentra con los hermanos, Scarlett y otros supervivientes. Él les dice que tendrán que salir del lugar, puesto que se dio la orden de disparar contra cualquiera que se encuentre con vida, temiendo más infectados. Flynn contacta a Doyle y le dice que en cuatro minutos la zona urbana de seguridad será bombardeada y que tiene que escapar cuanto antes. Ellos lo hacen a tiempo cuando cazas F-16 cargados con bombas incendiarias bombardean el Distrito 1. Logran escapar por un túnel que pasa debajo del río Támesis, y se dirigen a Regent's Park, donde Scarlett le informa a Doyle que la posible cura a la infección y la última esperanza está en los niños, y que deben hacer todo lo posible para salvarlos y mantenerlos seguros. Flynn llega en su helicóptero para rescatar a Doyle y al ver que no está solo, le dice que transborde él y nadie más. Un gran número de infectados que salieron de la zona de seguridad aparecen en el horizonte y mientras Flynn mata a un gran número de ellos con las hélices del helicóptero, se aleja y designa el Estadio Wembley como el nuevo punto de rescate, diciéndole a Doyle que vaya solo.
Los supervivientes corren por las calles mientras son perseguidos por los infectados. Mientras, la ciudad es bombardeada con gases químicos. El grupo sube a un coche abandonado y entran para resguardarse de los infectados y los gases. Una vez que mueren los infectados que los perseguían intentan marcharse, pero no logran arrancar el automóvil, por lo que Doyle valientemente sale para empujarlo y poder huir. En el intento, Doyle es alcanzado por un lanzallamas de uno de los soldados del ejército y muere quemado e intoxicado por los gases. Scarlett huye esquivando los gases en las calles, donde además reciben disparos de un helicóptero Apache. Para evadir el ataque conduce hasta el sistema del Metro de Londres, donde ella y los niños continúan su huida a pie. Usando la mira nocturna del arma de Doyle, Scarlett dirige a los chicos a través del Metro atravesando zonas con gran cantidad de cadáveres y esqueletos. El grupo se separa en la oscuridad y Scarlett encuentra a Andy y a Tammy aunque luego es atacada y desarmada por un infectado que resulta ser nuevamente Don, y es brutalmente asesinada por éste. Mientras Andy vaga por el Metro se encuentra con su padre infectado y éste lo ataca, infectándolo. Tammy se ve forzada a asesinar a su padre, y cuando lo mata se fija si Andy ha sido infectado (muestra los signos de la infección aunque no presenta los síntomas al igual que su madre Alice), pero Tammy no parece notarlo (o no quiere hacerlo). Ellos dos continúan hasta el lugar del rescate en el estadio de Wembley, donde Flynn ha llegado pero, al verlos sólo a ellos, pregunta por Doyle. Tammy le responde que sólo quedaban ellos dos. Flynn los rescata y los lleva en el helicóptero sobre el Canal de la Mancha, atravesando el sur de la geografía británica.
28 días después, los restos del helicóptero aparecen en la escena, y alguien pide ayuda con acento francés a través de una radio abandonada en el helicóptero. Después, no queda claro qué pasó con Flynn, Tammy y Andy ni dónde se encuentran. En tanto, en la última escena, un gran grupo de infectados son vistos salir corriendo de una estación del Metro de París pasando por el Palacio de Chaillot y encima aparece en un claro amanecer la Torre Eiffel, implicando que el virus de la rabia que había aniquilado al Reino Unido llegó a París, dando a entender que los infectados se han expandido más allá de la Europa continental a través de Francia, por lo que se supone que el virus ya no está sólo en Gran Bretaña, sino que ha llegado a otras partes del mundo.

## Reparto
| Actor                | Papel               | Doblaje español      |
| -------------------- | ------------------- | -------------------- |
| Robert Carlyle       | Donald "Don" Harris | Juan Antonio Bernal  |
| Rose Byrne           | Mayor Scarlett Levy | Alicia Laorden       |
| Jeremy Renner        | Sargento Doyle      | Toni Mora            |
| Imogen Poots         | Tammy Harris        | Iris Lago            |
| Mackintosh Muggleton | Andy Harris         | Klaus Stroink        |
| Idris Elba           | General Stone       | Juan Carlos Gustems  |
| Catherine McCormack  | Alice Harris        | Mercedes Montalá     |
| Harold Perrineau     | Flynn               | José Luis Mediavilla |
| Shahid Ahmed         | Jacob               | Eduard Itchart       |
| Emily Beecham        | Karen               |                      |
| Garfield Morgan      | Geoff               | Emilio Freixas       |
| Amanda Walker        | Sally               | Gloria Roig          |

## Críticas
En el agregador de reseñas Rotten Tomatoes, la película ha generado una calificación del 71% basada en 195 reseñas, y una calificación promedio de 6.59/10. El consenso crítico del sitio web dice: "Si bien 28 Weeks Later carece del humanismo que convirtió a 28 Days Later en un clásico, está compuesto por una atmósfera fantástica y una dirección impactante". En Metacritic, tiene un promedio ponderado de 78/100 basado en 34 críticos, lo que indica "revisiones generalmente favorables".
View London llamó a la película un "thriller emocionante, lleno de acción y magníficamente dirigido que más que hace honor a la película original". A. O. Scott, del New York Times, comentó que es "brutal y casi extenuantemente aterrador, como debería ser cualquier película de zombis respetable. También es muy inteligente, tanto en sus ideas como en sus técnicas".

## Banda sonora
La banda sonora fue compuesta, escrita e interpretada por John Murphy en un tiempo de dos semanas, ya que es el tiempo que tenía. La partitura fue lanzada exclusivamente a iTunes el 12 de junio de 2007. El 2 de junio de 2009, La-La Land Records lanzó una banda sonora de edición limitada. Solo se hicieron 1500 copias.

## Escenas eliminadas
- Una escena eliminada muestra que Don, Tammy y Andy hablan con Scarlett sobre el virus ya que ellos creen que se eliminó de Gran Bretaña, pero Scarlett sabe que no pudo ser así de fácil.
- Otra escena eliminada muestra que después de que Tammy matara a Don, Andy escapa de su hermana y cae en los rieles del metro. En ese lapso tiene un sueño en que entra en el tren ensangrentado y ve a su madre, y luego su hermana lo despierta.

## Trilogía
En marzo de 2007, Danny Boyle anunció planes para crear una tercera entrega de la serie cinematográfica, que se titularía 28 Months Later o 28 meses después, con posible año de lanzamiento en 2013. La acción tendría lugar en Francia, en donde los eventos de la segunda entrega tuvieron su final.
En junio de 2007, se anunció que de haber buenas ventas se consideraría producir la tercera película.
En julio de 2007, durante la promoción de la película Sunshine (2007), Boyle reveló que tenía una formulación para la historia de la próxima película: «Hay una idea para la próxima entrega, algo que hará trascender la historia. He pensado acerca de ello, aunque esté bien o no». También reveló su posible retorno como director de la película y que la historia tendría más que ver con Rusia y no con Francia y se rumoreó inmediatamente en ese momento que el actor Mike Vogel sería el protagonista de la tercera película. También agregó que si la cinta tuviera mucho éxito podría realizarse una continuación titulada 28 Years Later.
Sin embargo para el año 2012, el guionista Alex Garland descartó la posibilidad de realizar la tercera alegando diferencias creativas entre las personas poseedoras de los derechos. No obstante declaró que «de haber planes para producir una tercera parte, estaría informado al respecto, pero por ahora no hay planes».
En el año 2018, Danny Boyle afirmó que a pesar de que existen tensiones entre las personas que tienen los derechos de la Franquicia y algunos productores hay una remota posibilidad de hacer en un 50% el tercer y último filme, también confirmó que tiene un borrador del guion listo en un 60% y que en un futuro próximo podría terminarlo.

## DVD
Se vendieron 1.3 millones de unidades de DVD en los Estados Unidos, recaudando ingresos de $24.3 millones, a partir de julio de 2010. La película se lanzó como su propio DVD y como una función doble con 28 Days Later.